# Kidd-Klasse
Die Kidd-Klasse ist eine Klasse von Lenkwaffenzerstörern. Sie wurden Ende der 1970er Jahre für die iranische Marine gebaut, letztlich jedoch bei der United States Navy in Dienst gestellt und 2005/2006 an Taiwan verkauft. Die Klasse basiert auf der amerikanischen Spruance-Klasse, wurde aber mit stärkerer Luftabwehrkapazität geplant.

## Geschichte

### Baugeschichte

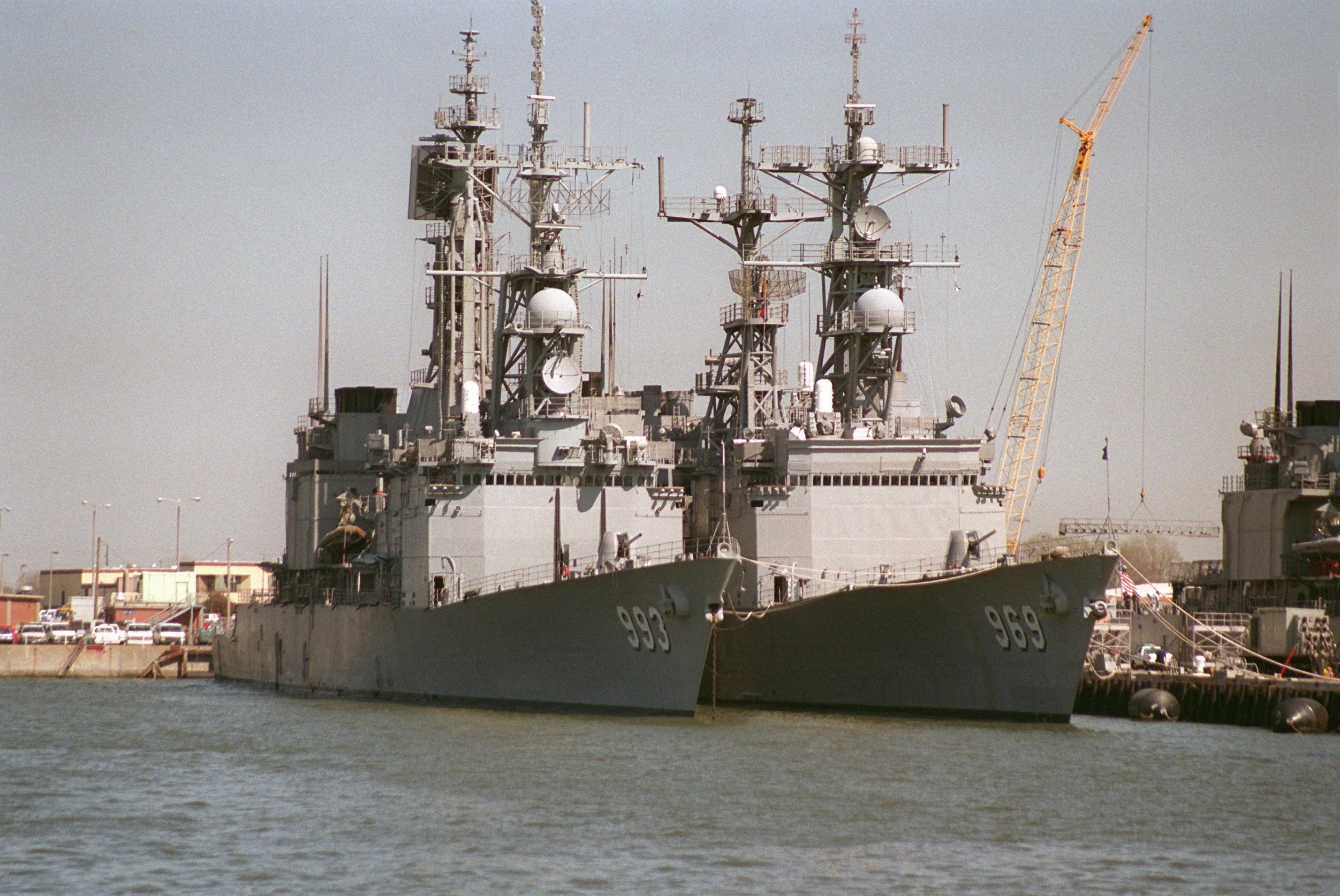
Äußerlich kaum zu unterscheiden: links die Kidd, rechts die Peterson (Spruance-Klasse)

Die Schiffe der Kidd-Klasse wurden am 23. März 1978 vom damaligen iranischen Schah Mohammad Reza Pahlavi bei den befreundeten Vereinigten Staaten bestellt. Vertragspartner für den Iran war die US Navy, die die Schiffe als Modifikation ihrer Zerstörer der Spruance-Klasse bauen ließ. Die Kiellegung der vier Einheiten fand in den Jahren 1978 und 1979 bei Ingalls Shipbuilding statt. Nach dem Sturz des Schahs, der Revolution im Iran und der damit einhergehenden zusehends schlechteren Beziehung zwischen den USA und dem Iran wurden die Schiffe nicht ausgeliefert, sondern stattdessen 1981/1982 bei der US Navy in Dienst gestellt. Die Kosten pro Einheit betrugen 350 Mio. US-Dollar.
Weil die Schiffe ursprünglich für den Iran vorgesehen waren, erhielten sie von den amerikanischen Besatzungen schnell den Spitznamen „Ayatollah-Klasse“. Ein weiterer Spitzname war „Toter-Admiral-Klasse“, da alle Schiffe nach im Zweiten Weltkrieg gefallenen Admiralen benannt waren.
In den 1980er Jahren wurden die Schiffe von der US Navy überholt, wobei auch Seezielflugkörper an Bord installiert wurden.

### Verkauf der Schiffe
Die vier Schiffe der Kidd-Klasse wurden 1998/99 außer Dienst gestellt, wie ihre Schwesterschiffe der Spruance-Klasse weit vor dem Ende ihrer Lebensdauer. Anders als die Spruances, die abgebrochen oder versenkt wurden, wurden die Kidds jedoch der Reserveflotte zugeordnet, mit dem Ziel, die Schiffe zu verkaufen.
Bereits Ende 1998 wollte Griechenland die vier Einheiten samt Munition erwerben. Die Kosten dafür sollten bei 742 Mio. US-Dollar für das gesamte Paket liegen. Die griechische Marine wollte ihre vier Zerstörer der Charles-F.-Adams-Klasse ersetzen. 1999 entschied sie sich jedoch dafür, vier niederländische Fregatten der Kortenaer-Klasse zu erwerben, von denen bereits sechs in Griechenland Dienst taten.
2001 bekundete die Republik China (Taiwan) Interesse, die vier Schiffe zur Verteidigung gegen mögliche Luftangriffe der Volksrepublik zu kaufen. Taiwan wollte ursprünglich vier Zerstörer der Arleigh-Burke-Klasse von den USA erwerben, diese wollten allerdings das moderne Aegis-Kampfsystem nicht nach Taiwan geben. Daraufhin wurden Taiwan die vier Kidds angeboten, die die Inselrepublik dann erwarb. Die ersten beiden Schiffe erreichten die Republik China Ende 2005, das zweite Paar wurde Ende 2006 übergeben. Die Kosten für das Paket, wiederum inklusive Waffen, lagen bei 800 Mio. US-Dollar.

## Einsatzprofil

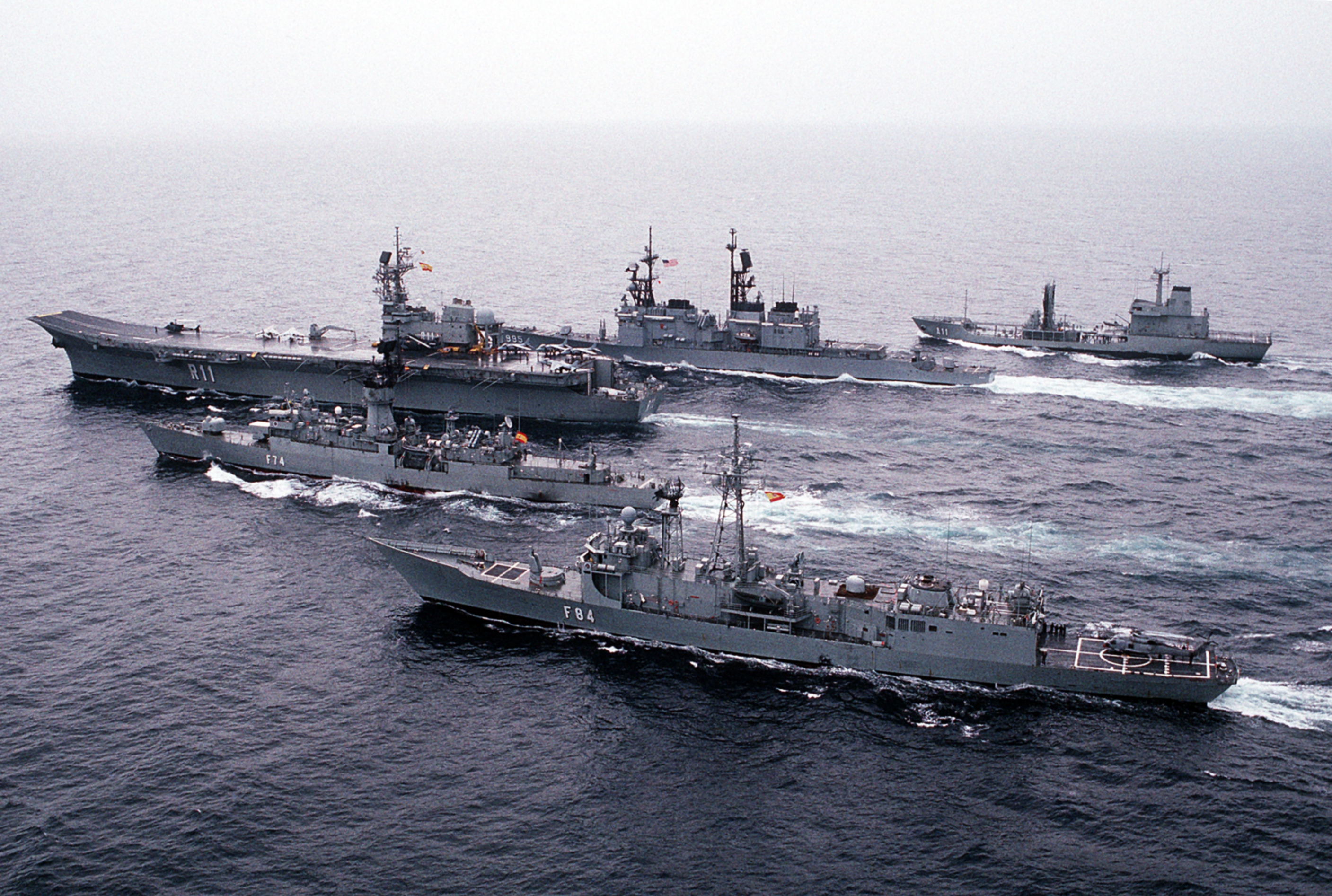
Scott 1992 mit spanischen Einheiten

In der US Navy war die vorrangige Aufgabe der vier Kidds die Luftabwehr innerhalb von Trägerkampfgruppen. Zusätzlich konnten sie für U-Jagd eingesetzt werden. Auf Grund der Klima- und Filteranlagen wurden die Schiffe hauptsächlich in heißen, sandsturmgefährdeten Regionen verwendet. Einsätze der Klasse umfassen Fahrten im Rahmen der Operation Earnest Will, wo die Schiffe Schutz gegen Luftangriffe für Supertanker während des Iran-Irak-Krieges leisteten, sowie während der Operation Desert Storm, als Zerstörer der Kidd-Klasse den Transit von Schiffen durch die Straße von Hormus sicherten.
In der Flotte Taiwans ist die Hauptaufgabe der Kidds die Luftverteidigung der Küstengewässer. Für diese Rolle waren sie auch im Iran und in Griechenland vorgesehen. Taiwan ist mit den vier Kidds in der Lage, Invasionsversuche durch die Volksrepublik sehr viel besser zurückzuschlagen. Laut Berichten haben zwei Kidds in Simulationen 40 % einer chinesischen Invasionsflotte vor Erreichen der Insel Taiwan gestoppt.

## Einheiten
| gepl. iran. Name | Bezeichnung             | Bauwerft                         | Kiellegung       | Stapellauf       | Indienststellung | Außerdienststellung | Verbleib                                                               |
| ---------------- | ----------------------- | -------------------------------- | ---------------- | ---------------- | ---------------- | ------------------- | ---------------------------------------------------------------------- |
| Kouroush         | USS Kidd (DDG-993)      | Ingalls Shipbuilding, Pascagoula | 26. Juni 1978    | 11. August 1979  | 27. März 1981    | 12. März 1998       | Verkauft an Taiwan, Tso Ying (左營, DDG-1803); ehemals Tong Teh (同德) |
| Daryush          | USS Callaghan (DDG-994) | Ingalls Shipbuilding, Pascagoula | 23. Oktober 1978 | 1. Dezember 1979 | 29. August 1981  | 31. März 1998       | Verkauft an Taiwan, Su Ao (蘇澳, DDG-1802); ehemals Ming Teh (明德)    |
| Nader            | USS Scott (DDG-995)     | Ingalls Shipbuilding, Pascagoula | 19. Februar 1979 | 1. März 1980     | 24. Oktober 1981 | 10. Dezember 1998   | Verkauft an Taiwan, Kee Lung (基隆, DDG-1801); ehemals Chi Teh (紀德)  |
| Andushirvan      | USS Chandler (DDG-996)  | Ingalls Shipbuilding, Pascagoula | 7. Mai 1979      | 28. Juni 1980    | 13. März 1982    | 23. September 1999  | Verkauft an Taiwan, Ma Kong (馬公, DDG-1805); ehemals Wu Teh (武德)    |

## Technik

### Rumpf

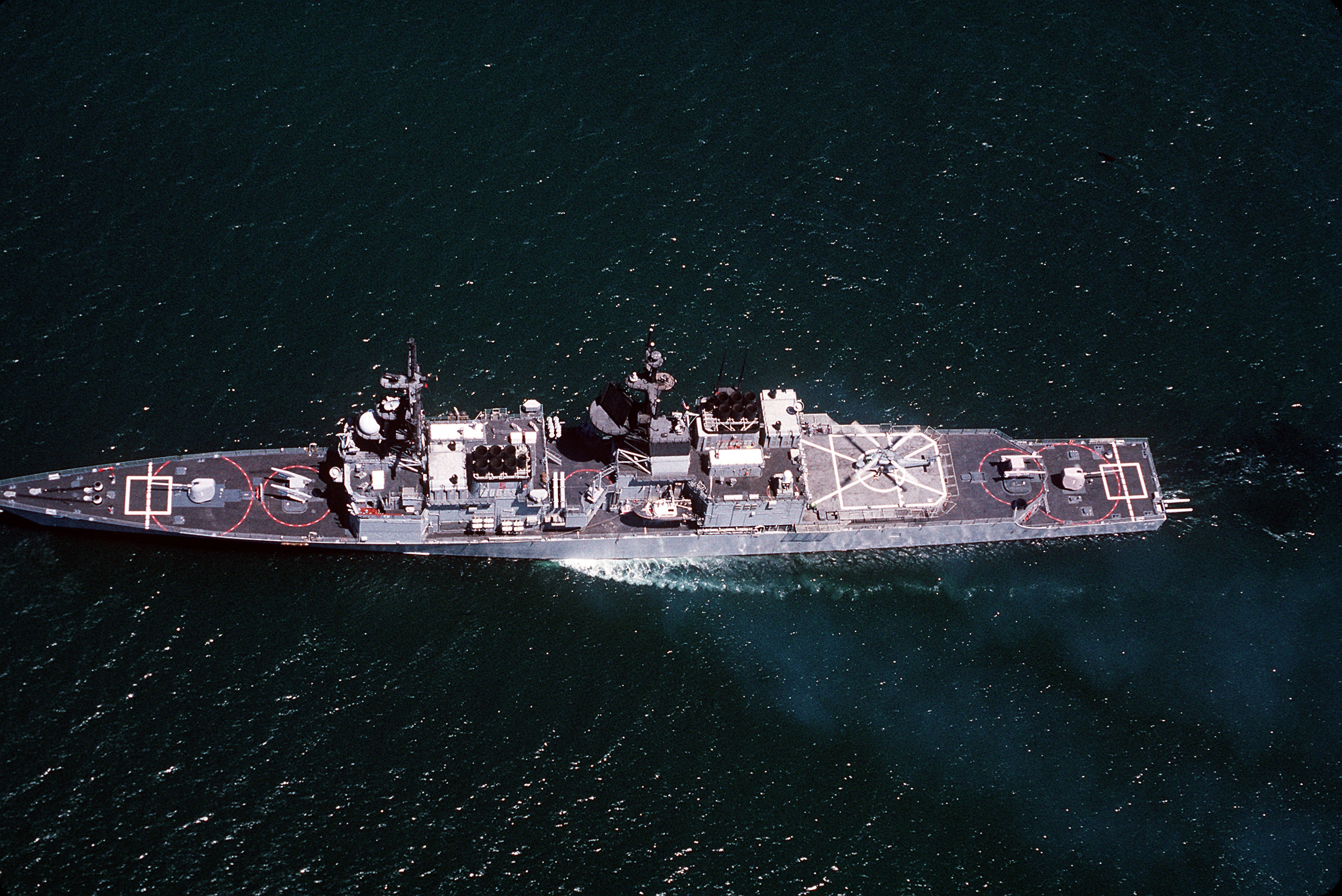
Chandler von oben

Der Rumpf der Kidd-Klasse ist exakt der gleiche wie bei der Spruance-Klasse. Er ist 172 Meter lang, 16,8 Meter breit und hat einen Tiefgang von 8,8 Metern. Der Rumpf verdrängt mit ca. 9.700 tn.l. etwas mehr als bei der Spruance-Klasse. Die hohen, großen Aufbauten machen die Kidds, vor allem bei niedrigen Geschwindigkeiten (Anlegen, Versorgung auf hoher See), windanfällig. Die großen Vertikalflächen dieser Aufbauten reflektieren auftreffende Radarstrahlung sehr stark, wodurch die Schiffe dieser Klasse leicht zu orten sind. Diese fehlende Stealth-Eigenschaft wird häufig als einer der Gründe genannt, warum die US Navy sich relativ frühzeitig von diesen Schiffen getrennt hat.
Im vorderen Deckshaus befinden sich die Brücke sowie, direkt darunter, das CIC (Command Information Center), die Kommandozentrale, in der der Kommandant die taktische Lage überwacht. Achteraus liegt die Kammer des Kapitäns, weiter dahinter noch die Aufklärungs- und Funkräume. Im achteren Deckshaus befindet sich ein Hangar für zwei Helikopter. Unter Deck sind, genau mittschiffs, die Maschinenräume, davor und dahinter die Quartiere für die Mannschaften. Über dem achteren Maschinenraum, unter dem Helikopterlandeplatz, liegen die Messen. Ebenfalls unter Deck befinden sich die Magazine für die Waffensysteme.
Da die Schiffe vom Iran im persischen Golf und im Golf von Aden eingesetzt worden wären, also in heißen Regionen, wurden besonders starke Klimaanlagen auf den Schiffen installiert. Außerdem wurden starke Filtersysteme gegen das Eindringen von Sand und für den ABC-Schutz eingebaut.

### Antrieb
Der Antrieb der Einheiten der Kidd-Klasse besteht aus vier Gasturbinen vom Typ General Electric LM2500, die zwei Propeller antreiben. Diese Propeller, 15 Fuß (ca. 4,5 Meter) im Durchmesser, drehen sich bei 30 Knoten mit 168 Umdrehungen pro Minute. Vorteile der Gasturbinen sind, dass sie ihr Schiff schneller beschleunigen, weniger Personal brauchen und leiser sind als die früher verwendeten Dampfturbinen. Mit nur einer laufenden Turbine können die Schiffe bereits 19 Knoten erreichen, mit zweien bis zu 27 Knoten. Alle vier Anlagen werden nur für Höchstgeschwindigkeit benötigt.
Drei kleinere Gasturbinen erzeugen zusammen sechs Megawatt für die elektrischen Anlagen an Bord.

### Bewaffnung

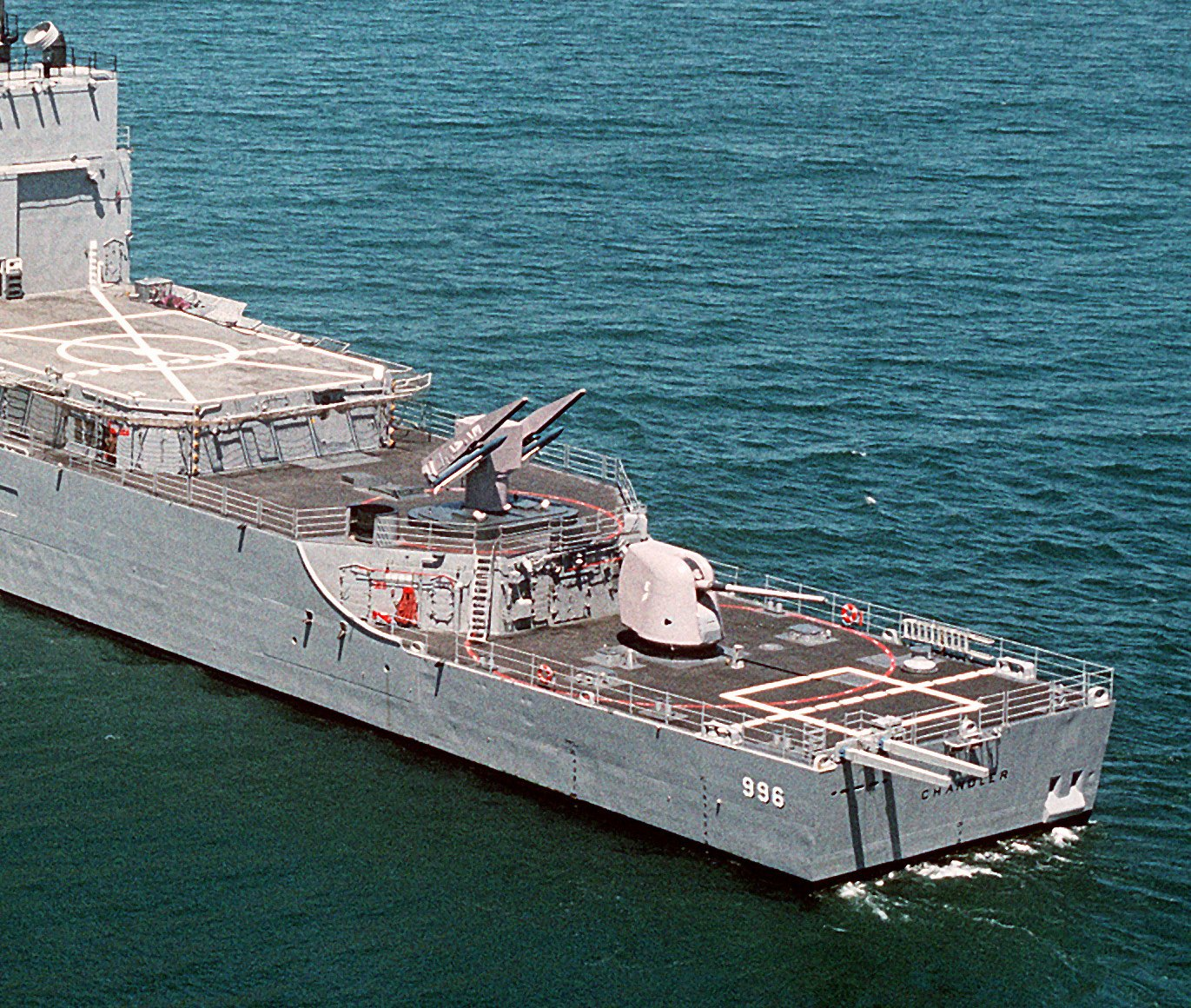
Bewaffnung auf dem Achterdeck der Chandler

Die Hauptbewaffnung der Kidd-Klasse besteht aus je einem Mk-26-Mod-1-Doppelarmstarter am Bug und am Heck. Der vordere Starter ist ausgerüstet für den Luftabwehrflugkörper RIM-66 Standard Missile 1 für mittlere Reichweiten. Der achtere Mk 26 kann neben den RIM-66 auch den Raketentorpedo RUR-5 ASROC gegen U-Boote abfeuern. Die Magazine fassen insgesamt 88 Flugkörper, davon 20 ASROC. Zur U-Jagd befinden sich auf beiden Seiten mittschiffs außerdem je drei Torpedorohre, die den Mark-46-Leichtgewichtstorpedo verschießen können, von dem sich zwölf Stück an Bord befinden. Auf kurze Reichweite können gegen Luft-, Boden- und Seeziele außerdem die beiden Mark-45-Leichtgewichtsgeschütze mit Kaliber 127 Millimeter eingesetzt werden, die rund 16 Schuss pro Minute abfeuern können. Die Munition an Bord beträgt ca. 500 Projektile pro Geschütz.
In den 1980er Jahren wurden auf den vier Einheiten als Close-in-Weapon-System jeweils zwei Phalanx-CIWS-Gatlingkanonen installiert. Diese können anfliegende Raketen mit 3000 Schuss pro Minute bekämpfen. Für den Einsatz gegen Schiffe wurden zwei Vierfachstarter für den Seezielflugkörper AGM-84 Harpoon zwischen den Deckshäusern aufgestellt. Sämtliche Waffensysteme sind auch nach dem Verkauf an Taiwan noch an Bord.

### Elektronik

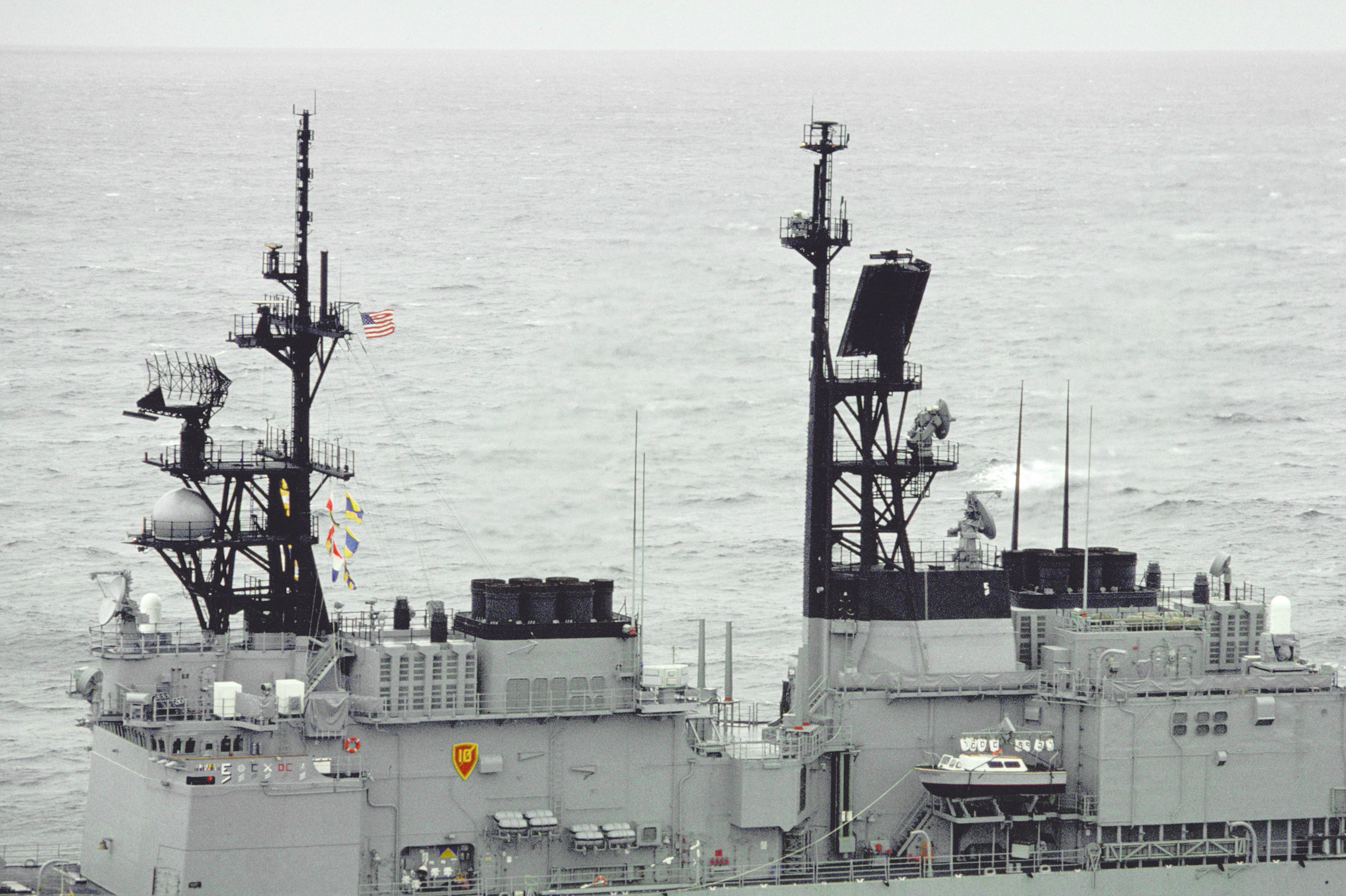
Rechts die Flächenantenne SPS-48, links das SPS-53

Das Luftzielradar an Bord der Schiffe der Kidd-Klasse ist das SPS-48 von ITT-Gilfillan, das auf dem hinteren Mast installiert ist und eine Reichweite von rund 230 Seemeilen aufweist. Auf dem vorderen Mast befindet sich das SPS-55, das als Seezielradar verwendet wird. Das SPQ-9A-Radar von Norden Systems, dessen Antenne sich in einem kugelförmigen Radom befindet, dient zusammen mit dem SPG-60 für die Feuerleitung der Waffen.
Das Sonarsystem an Bord ist das SQS-53, welches sowohl aktiv als auch passiv eingesetzt werden kann und direkt im Bug untergebracht ist. Zusätzlich kann ein Torpedotäuschkörper vom Typ AN/SLQ-25 Nixie geschleppt werden, der die Geräusche des Schiffs imitiert und somit Torpedos auf sich lenken soll.
Die Systeme zur elektronischen Kampfführung bestehen aus dem AN/SLQ-32. Die Antennen können für Fernmelde- und elektronische Aufklärung sowie als Störsender eingesetzt werden. Ebenfalls zum SLQ-32-Paket gehört das Mark 36 SRBOC, das Düppel und Flares in die Luft schießt, die anfliegende Raketen sowohl mit Radar- wie auch mit Infrarotsuchkopf vom Schiff ablenken sollen.

### Luftfahrzeuge
An Bord können zwei Helikopter mitgeführt werden. Diese starten und landen auf dem Deck hinter den Aufbauten, in denen zwei Helikopter Platz finden. Dies waren zu Beginn zwei Kaman SH-2 Seasprite, ab 1979 begannen Versuche mit dem vielseitigeren Sikorsky SH-60 Seahawk, der ab Mitte der 1980er ausschließlich eingesetzt wurde. Die Marine der Republik China setzt den Sikorsky S-70C ein, eine leicht veränderte Version des Seahawk.